# Choiseul (ö)

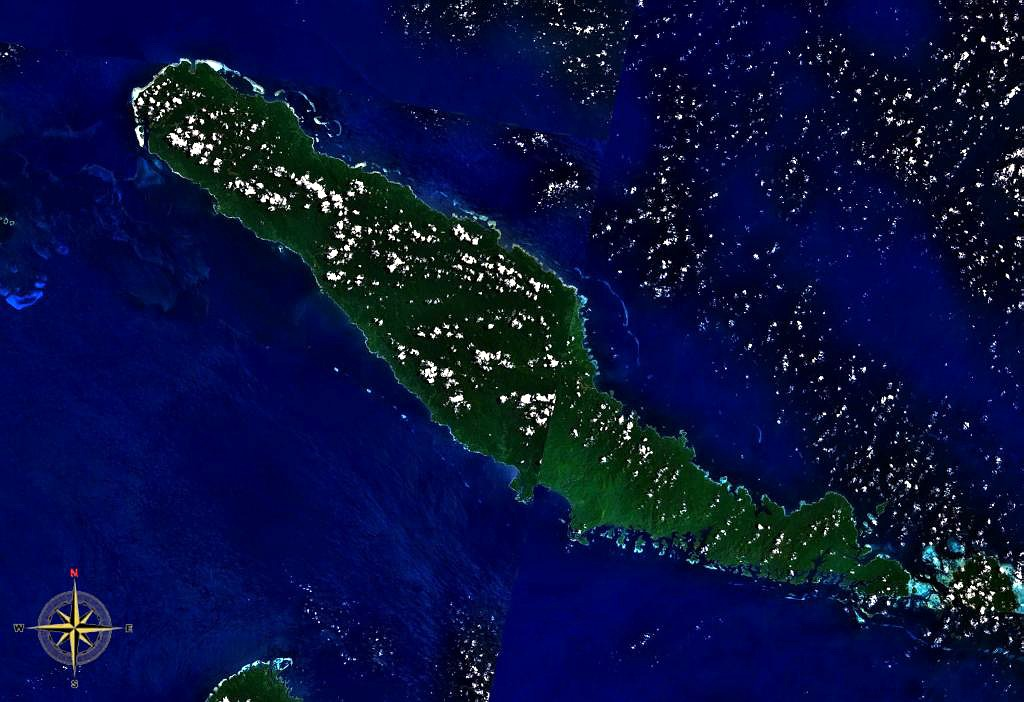
Choiseul sett från rymden.

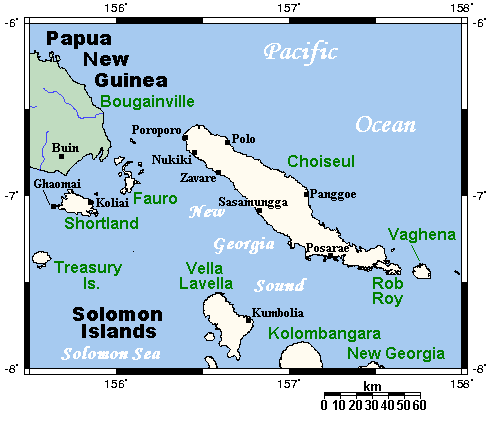
Choiseul i Salomonöarna och dess närliggande öar.

Choiseul, lokalt namn Lauru, är en ö (2 971 km²) i provinsen Choiseul, Salomonöarna, på koordinaterna 7°05′S 157°00′Ö / 7.08°S 157°Ö.

## Historia
Ön är namngiven efter Étienne François de Choiseul.
Choiseul besöktes av den österrikiska antropologen och fotografen Hugo Bernatzik 1932. Bernatzik dokumenterade några av de få kvarvarande fäderneärvda sederna av öborna som ingår i en etnografi som han publicerade ett par år senare. Han tog också några fotografier av öborna och tog med sig tillbaka en stenurna med sniderier, vilket speglar en kultur som han ansåg var döende i kontakt med den moderna världen.
Det administrativa högkvarteret i Choiseul-provinsen ligger i staden Taro.